# The Masterplan
The Masterplan — сборник песен британской рок-группы Oasis, вышедших «B-sides» (Би-сайдами) на синглах в период с 1994 по 1998 годы. Диск вышел в ноябре 1998 года и занял 2 место в английском хит-параде, через неделю получив платиновый статус. На сегодняшний день суммарный тираж диска составляет около 600.000 копий. В сборник вошли песни «B-sides» (Би-сайды) синглов эпохи классических альбомов «Definitely Maybe» 1994 года и «(What's the Story) Morning Glory?» 1995 года.
Список композиций на The Masterplan выбирали сами фанаты Oasis в Internet, при непосредственном участии Ноэля, что говорит о том, что там собраны только лучшие песни, "которые должны быть на альбомах". «Stay Young» и «Going Nowhere» единственные песни периода «Be Here Now», вошедшие в сборник. Все «B-sides» синглов «Cigarettes & Alcohol», «Some Might Say» и «Whatever» полностью попали в сборник.
«Acquiesce», «Talk Tonight», «Masterplan» и «Half The World Away» единогласно признаны поклонниками творчества группы одними из лучших песен Oasis, такого же мнения придерживается лидер группы. Поэтому в 2006 песни вошли в сборник лучших хитов «Stop The Clocks» .
В поддержку «Stop The Clocks» в 2006 ограниченным тиражом вышел сингл «Acquiesce/Masterplan».

## Список композиций
- Все песни написаны Ноэлем Галлахером, кроме «I Am the Walrus» (Джон Леннон/  Пол Маккартни)

1. «Acquiesce» — 4:24 — (с сингла «Some Might Say»)
2. «Underneath The Sky» — 3:22 — (с сингла «Don’t Look Back in Anger»)
3. «Talk Tonight» — 4:21 — (с сингла «Some Might Say»)
4. «Going Nowhere» — 4:39 — (с сингла «Stand By Me»)
5. «Fade Away» — 4:13 — (с сингла «Cigarettes & Alcohol»)
6. «The Swamp Song» — 4:20 — (с сингла «Wonderwall»)
7. «I Am The Walrus (Live)» — 6:25 — (с сингла «Cigarettes & Alcohol»)
8. «Listen Up» — 6:21 — (с сингла «Cigarettes & Alcohol»)
9. «Rockin' Chair» — 4:36 — (с сингла «Roll With It»)
10. «Half The World Away» — 4:22 — (с сингла «Whatever»)
11. «(It’s Good) To Be Free» — 4:19 — (с сингла «Whatever»)
12. «Stay Young» — 5:05 — (с сингла «D’You Know What I Mean»)
13. «Headshrinker» — 4:38 — (с сингла «Some Might Say»)
14. «The Masterplan» — 5:23 — (с сингла «Wonderwall»)

## Участники записи
- Ноэл Галлахер — Гитарист, Вокалист, Бэк-Вокалист
- Лиам Галлахер — Вокалист
- Пол Артурс — Ритм-Гитарист
- Пол МакГиган — Бас-Гитарист
- Алан Уайт — Барабанщик
- Тони МакКэролл — Барабанщик